# ジョン・M・ジャンパー
ジョン・マイケル・ジャンパー（John Michael Jumper、1985年 - ）は、アメリカ合衆国の生化学者、計算生物学者。2024年にデミス・ハサビス、デイヴィッド・ベイカーとともにノーベル化学賞を受賞した。

## 来歴
アーカンソー州リトルロック出身。2007年にヴァンダービルト大学卒業後、ケンブリッジ大学大学院から固体物理学のM.Sc.を取得、2017年にシカゴ大学大学院から理論化学のPh.D.を取得した。また2011年からDE Shaw Research勤務を経て、2014年にGoogle DeepMindに移籍し、AlphaFold開発のグループリーダーに就任した。

## 受賞歴
- 2021年 - ワイリー賞
- 2021年 - Nature's 10選出
- 2023年 - 生命科学ブレイクスルー賞
- 2023年 - アルバート・ラスカー基礎医学研究賞
- 2023年 - ガードナー国際賞
- 2024年 - クラリベイト引用栄誉賞
- 2024年 - ノーベル化学賞[1]

## 出典

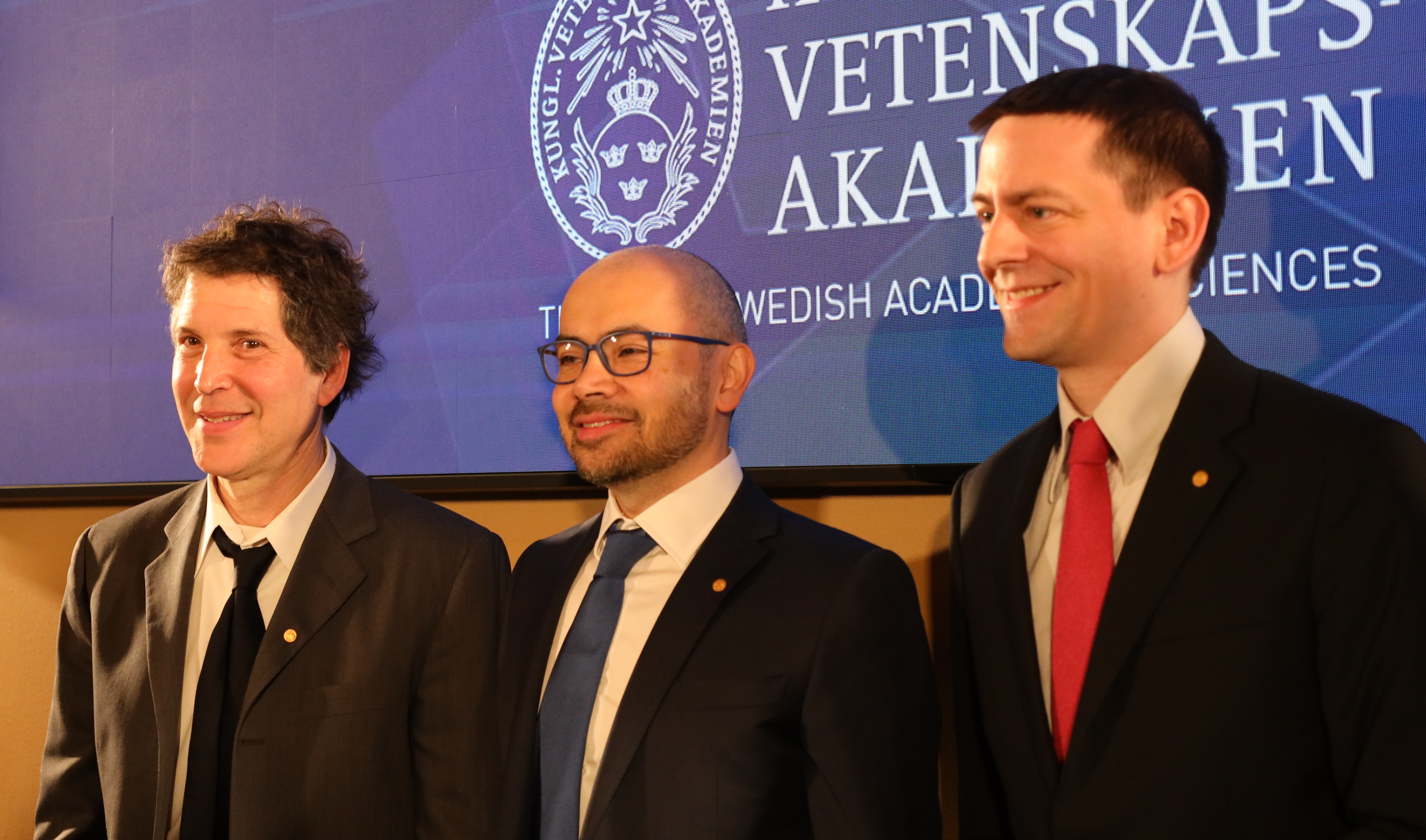
ベイカー、ハサビスとともに、2024年ストックホルムにて